# 17051 Офлінн
17051 Офлінн (17051 Oflynn) — астероїд головного поясу, відкритий 20 березня 1999 року.
Тіссеранів параметр щодо Юпітера — 3,572.